# سیارک ۲۱۷۶۲۸
سیارک ۲۱۷۶۲۸ (به انگلیسی: 217628 Lugh، نامگذاری:1990HA) دویست و هفده هزار و ششصد و بیست و هشتمین سیارک کشف شده‌است که در ۱۷ آوریل ۱۹۹۰ کشف شد.